# Rhynchagrotis morrisonistigma
Rhynchagrotis morrisonistigma är en fjärilsart som beskrevs av Augustus Radcliffe Grote. Rhynchagrotis morrisonistigma ingår i släktet Rhynchagrotis och familjen nattflyn. Inga underarter finns listade.